# Mesostalita kratochvili
Espèce
Mesostalita kratochvili est une espèce d'araignées aranéomorphes de la famille des Dysderidae.

## Distribution
Cette espèce est endémique de Bosnie-Herzégovine.

## Étymologie
Cette espèce est nommée en l'honneur de Josef Kratochvíl.

## Publication originale
- Deeleman-Reinhold, 1971 : Beitrag zur Kenntnis höhlenbewohnender Dysderidae (Araneida) aus Jugoslawien. Razprave slovenska akademija znanosti in umetnosti, vol. 14, p. 95-120.